# Benedykt Gąsiorek
Benedykt Gąsiorek, w źródłach zwany Anserinus (ur. ok. r. 1550 roku we Lwowie – zm. 6 sierpnia 1607 roku w Jarosławlu) – polski bernardyn, komisarz misji moskiewskiej.
Urodził się w zamożnej rodzinie mieszczańskiej z ojca Stanisława i matki Jadwigi około roku 1550. W r. 1575 wstąpił do zakonu oo. bernardynów w Warszawie. Organizator zakonnego studium filozofii scholastycznej i wikariusz klasztoru w Samborze. W r. 1591 został obrany gwardianem samborskim. Podjął reformę bernardynów w l. 1594-1597. Nowy kościół Niepokalanego Poczęcia Najświętszej Maryi Panny i klasztor Klarysek we Lwowie został zbudowany z jego inicjatywy.
Został internowany z współbraćmi w Jarosławlu, gdzie zmarł 6 sierpnia 1607. Po trzech latach uwolnieni bernardyni przewieźli jego zwłoki do kraju, wpierw składając je w Samborze, a później we Lwowie.

## Literatura
- O. Romuald Gustaw, Gąsiorek (w źródłach zwany Anserinus) Benedykt (†1607) w Polski Słownik Biograficzny, t. VII, s. 340-341.